# Fed Cup de 2006
A Fed Cup de 2006 foi a 44ª edição do mais importante torneio entre países do tênis feminino.

## Grupo Mundial
Oito equipes disputaram o título em três fases eliminatórias.
|  |                                  |                                |                                |                                  |   |                             |                                     |                             |  |  |                           |                           |                           |
|  | Primeira fase 22 e 23 de abril   | Primeira fase 22 e 23 de abril | Primeira fase 22 e 23 de abril |                                  |   | Semifinais 15 e 16 de julho | Semifinais 15 e 16 de julho         | Semifinais 15 e 16 de julho |  |  | Final 16 e 17 de setembro | Final 16 e 17 de setembro | Final 16 e 17 de setembro |
|  | Primeira fase 22 e 23 de abril   | Primeira fase 22 e 23 de abril | Primeira fase 22 e 23 de abril |                                  |   | Semifinais 15 e 16 de julho | Semifinais 15 e 16 de julho         | Semifinais 15 e 16 de julho |  |  | Final 16 e 17 de setembro | Final 16 e 17 de setembro | Final 16 e 17 de setembro |
|  | Liège, Bélgica – duro (coberto)  |                                |                                |                                  |   |                             |                                     |                             |  |  |                           |                           |                           |
|  |                                  |                                |                                |                                  |   |                             |                                     |                             |  |  |                           |                           |                           |
|  | 1                                | Rússia                         | 2                              |                                  |   |                             |                                     |                             |  |  |                           |                           |                           |
|  | 1                                | Rússia                         | 2                              | Ostend, Bélgica – duro (coberto) |   |                             |                                     |                             |  |  |                           |                           |                           |
|  |                                  | Bélgica                        | 3                              |                                  |   |                             |                                     |                             |  |  |                           |                           |                           |
|  |                                  | Bélgica                        | 3                              |                                  |   | Bélgica                     | 4                                   |                             |  |  |                           |                           |                           |
|  | Ettenheim, Alemanha – saibro     |                                |                                |                                  |   | Bélgica                     | 4                                   |                             |  |  |                           |                           |                           |
|  |                                  |                                | 4                              | Estados Unidos                   | 1 |                             |                                     |                             |  |  |                           |                           |                           |
|  |                                  | Alemanha                       | 4                              | Estados Unidos                   | 1 | 2                           |                                     |                             |  |  |                           |                           |                           |
|  |                                  | Alemanha                       |                                |                                  |   | 2                           | Charleroi, Bélgica – duro (coberto) |                             |  |  |                           |                           |                           |
|  | 4                                | Estados Unidos                 | 3                              |                                  |   |                             |                                     |                             |  |  |                           |                           |                           |
|  | 4                                | Estados Unidos                 | 3                              |                                  |   | 2                           | Bélgica                             | 2                           |  |  |                           |                           |                           |
|  | Valência, Espanha – saibro       |                                |                                |                                  |   | 2                           | Bélgica                             | 2                           |  |  |                           |                           |                           |
|  |                                  |                                | 3                              | Itália                           | 3 |                             |                                     |                             |  |  |                           |                           |                           |
|  | 3                                | Espanha                        | 3                              | Itália                           | 3 | 5                           |                                     |                             |  |  |                           |                           |                           |
|  | 3                                | Espanha                        | Zaragoza, Espanha – saibro     |                                  |   | 5                           |                                     |                             |  |  |                           |                           |                           |
|  |                                  | Áustria                        | 0                              |                                  |   |                             |                                     |                             |  |  |                           |                           |                           |
|  |                                  | Áustria                        | 0                              |                                  | 3 | Espanha                     | 1                                   |                             |  |  |                           |                           |                           |
|  | Nancy, França – saibro (coberto) |                                |                                |                                  | 3 | Espanha                     | 1                                   |                             |  |  |                           |                           |                           |
|  |                                  |                                |                                | Itália                           | 3 |                             |                                     |                             |  |  |                           |                           |                           |
|  |                                  | Itália                         | 4                              | Itália                           | 3 |                             |                                     |                             |  |  |                           |                           |                           |
|  |                                  | Itália                         | 4                              |                                  |   |                             |                                     |                             |  |  |                           |                           |                           |
|  | 2                                | França                         | 1                              |                                  |   |                             |                                     |                             |  |  |                           |                           |                           |
|  | 2                                | França                         | 1                              |                                  |   |                             |                                     |                             |  |  |                           |                           |                           |